# Coelioxys octodenticulata
Coelioxys octodenticulata là một loài Hymenoptera trong họ Megachilidae. Loài này được Friese mô tả khoa học năm 1935.